# Almondbury
Almondbury – wieś w Anglii, w West Yorkshire, w dystrykcie metropolitalnym Kirklees. W 2011 miejscowość liczyła 18 346 mieszkańców. Almondbury jest wspomniana w Domesday Book (1086) jako Almaneberie.